# Pustý zámek (hrad, okres Ústí nad Labem)
Pustý zámek (též Velké Březno nebo hrad u Velkého Března) je zaniklý hrad ze 14. století v okrese Ústí nad Labem. Nachází se 1,5 km východně od Velkého Března v nadmořské výšce 350 m. Dochovaly se z něj jen terénní relikty.

## Historie
Neznáme žádné písemné prameny, které by se k hradu vztahovaly, a tedy ani jeho jméno. Mohly by s ním souviset některé zmínky o Velkém Březně, a proto se pro hrad někdy používá jméno vesnice. Poznání navíc komplikuje skutečnost, že stál na panství, které v 15. století patřilo k blízkému hradu Varta. Je možné, že se stal správním centrem panství v době, kdy byla Varta dočasně opuštěna. Tomu odpovídají archeologické nálezy, které dobu života hradu určují na konec 13. století až do 80. let 14. století.

## Stavební podoba
Pozůstatky hradu jsou tvořeny čtveřicí pahorků. Největší je jižní pahorek, který je od předpolí oddělen nízkým valem a až tři metry hlubokým příkopem. Na severovýchodě je však příkop hluboký až sedm metrů. Za ním se nachází tři za sebou seřazené menší plošiny. První a největší z nich má přibližně obdélný půdorys. Z 19. století se dochovaly popisy zbytků zdiva, které potvrdil archeologickým průzkum.

## Přístup
Zbytky hradu jsou volně přístupné a v jejich těsném sousedství vede zeleně značená turistická trasa z Velkého Března do Levína.